# Rabatak-Inschrift

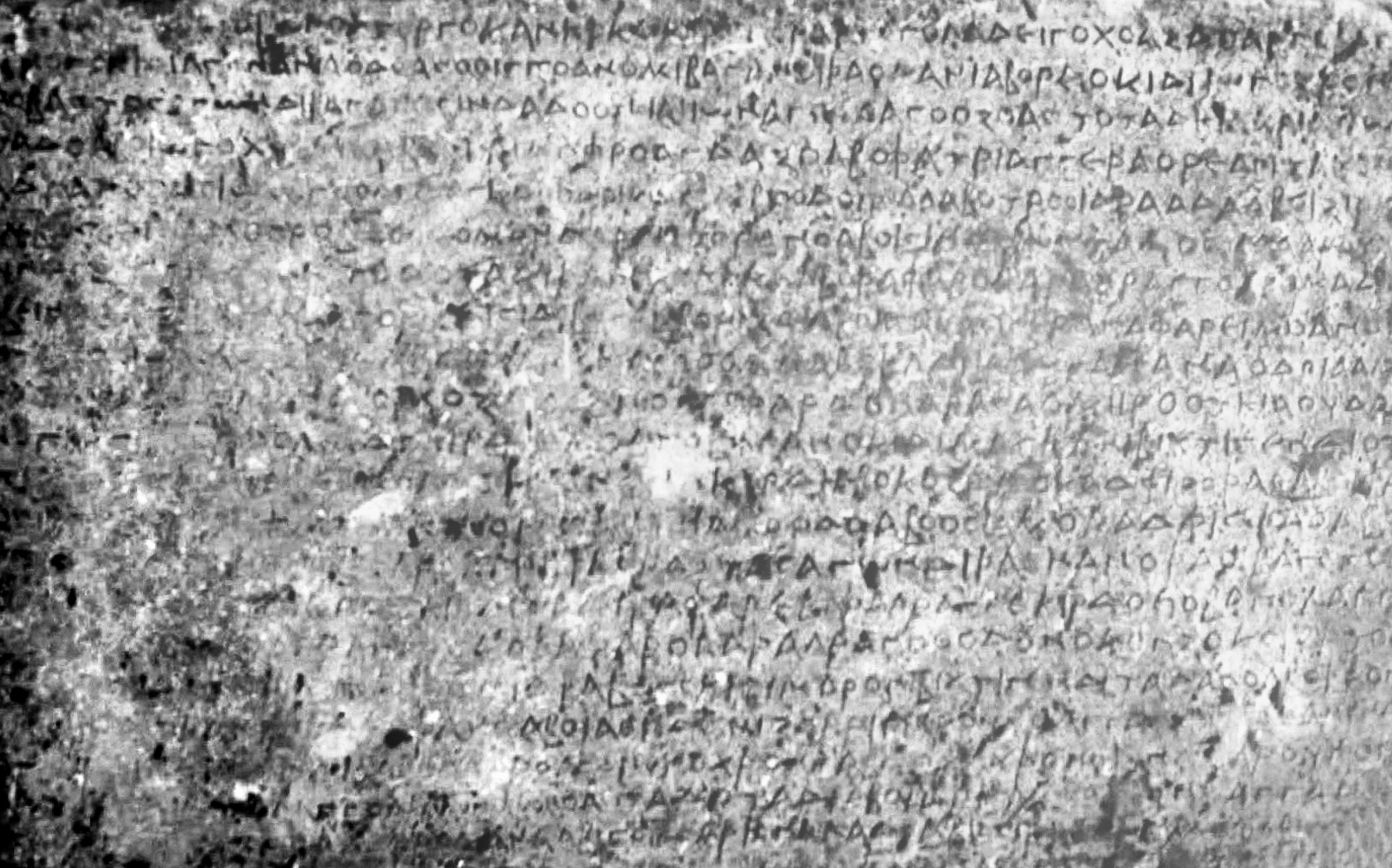
Fotografie der Rabatak-Inschrift

Die Rabatak-Inschrift (auch Verkündungsinschrift) ist die Stifter- und Weiheinschrift einer Tempelanlage im Gebiet der heutigen afghanischen Ortschaft Rabatak (auch Robatak). Diese Örtlichkeit liegt an der Fernstraße 1 von Kabul nach Mazar-i-Sharif, etwa 35 km nordwestlich von Pol-e Chomri.
Die Inschrift ist in eine große Steinplatte von rund 500 kg Gewicht eingehauen und gibt einen baktrischen Text in griechischer Schrift wieder. Sie stammt aus dem 2. Jahrhundert nach Christus und ist wie die etwas jüngere Inschrift aus dem nur rund 20 km entfernten Tempel von Surch Kotal eine gute Quelle für die Geschichte des Kuschanareiches.

## Fundgeschichte und Entzifferung
Im Jahr 1993 fanden Mudschaheddin bei Verschanzungsarbeiten auf einem in antiker Zeit künstlich angelegten Hügel in der Nähe des Rabatakpasses zufällig den Steinblock mit der Inschrift und andere archäologische Gegenstände. Ein englischer Mitarbeiter der Entminungsorganisation Halo Trust entdeckte und fotografierte die Inschrift auf dem Stein und erwähnte dies in einem Einsatzbericht. Die Abbildung gelangte an das British Museum, wo der Archäologe Joe Cribb die Bedeutung der Inschrift erkannte, die geschichtlich zu einem ähnlichen, etwas jüngeren Dokument aus der archäologischen Stätte von Surch Kotal passt. Joe Cribb und Nicholas Sims-Williams entzifferten den Inschriftentext und veröffentlichten ihn im Jahr 1996.
Wegen des Kriegs in Afghanistan waren weitere Untersuchungen der Inschrift jahrelang unmöglich. Als der englische Historiker Jonathan Lee im Jahr 2000 das Steinmonument in der Provinz Baglan suchte, fand er es schließlich in einem Lagerhaus der regionalen Bergbau- und Industrieverwaltung. Nun wurde die Inschrift in das afghanische Nationalmuseum in Kabul gebracht. 2008 konnte auch Nicholas Sims-Williams die Inschrift persönlich studieren.
Als die Taliban ab 2001 aufgrund der deobandischen Ideologie eine Kulturpolitik der Vernichtung vorislamischer Artefakte praktizierten, wurde auch das Nationalmuseum geplündert. Die Rabatak-Inschrift war vorher in Sicherheit gebracht worden. Als der Politologe und Entwicklungshelfer Robert Kluijver im Jahr 2002 nach der Intervention westlicher Staaten in der Operation Enduring Freedom die Fundstelle bei Rabatak besuchte, stellte er fest, dass das archäologische Areal von den Taliban inzwischen geplündert und mit Bulldozern zerstört worden war.
Nach 2002 bildete die Rabatak-Inschrift das Hauptobjekt in der mit noch vorhandenen Restbeständen wieder eingerichteten Ausstellung im Nationalmuseum von Afghanistan.
Der indische Historiker und Epigrafiker Bratindra Nath Mukherjee legte eine neue Übersetzung der Inschrift vor.

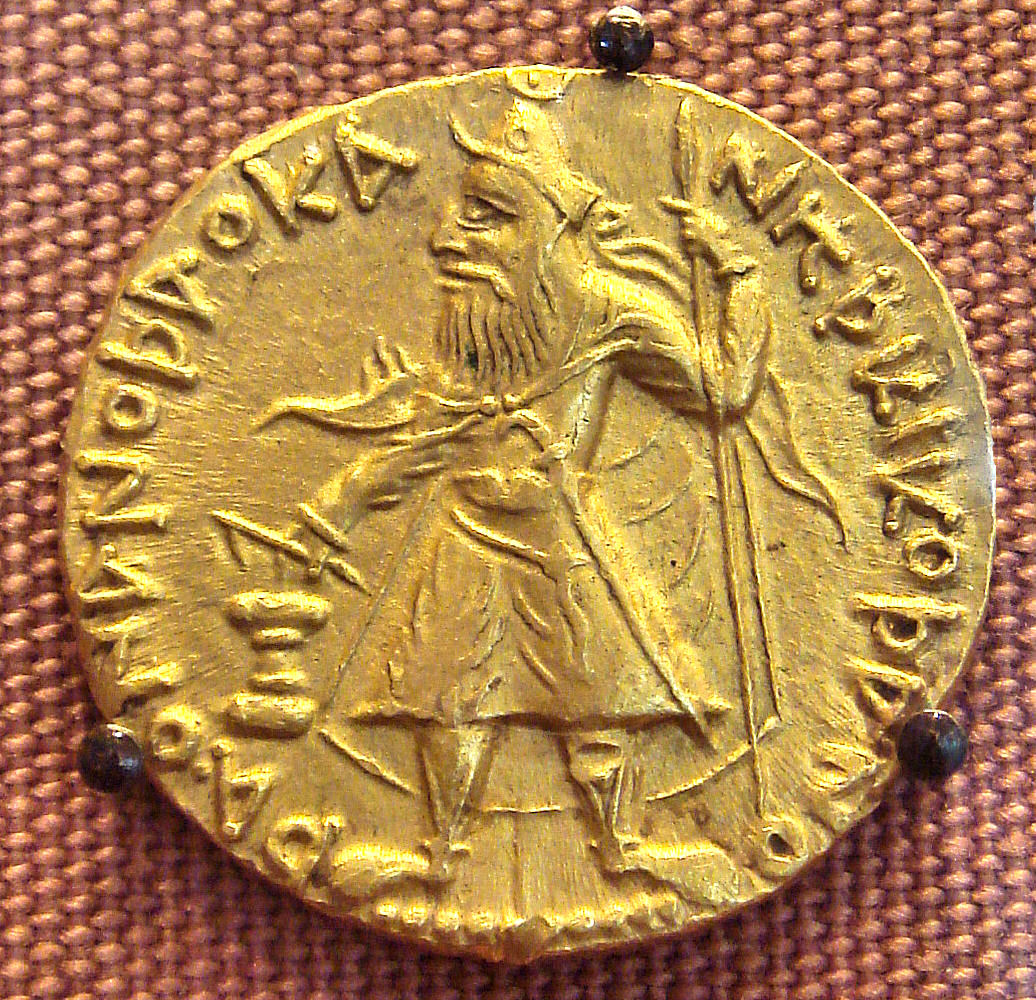
Münze des Königs Kanischka

## Inschrift
Die Inschrift von Rabatak gibt einen Text baktrischer Sprache in der griechischen Schrift wieder. Diese Schriftform wurde zu jener Zeit vom kuschanischen Herrscher Kanischka, der im ersten Viertel des 2. Jahrhunderts das ausgedehnte Reich regierte, eingeführt. Das Dokument und das darin erwähnte Heiligtum sind Zeugnisse der Kultur des Graeco-Buddhismus.
Der Inschriftentext erklärt, mit König Kanischka habe eine neue Ära begonnen; der Herrscher habe die vorher gebräuchliche griechische Verwaltungssprache durch die traditionelle «arianische» (baktrische) Sprache ersetzen lassen. Weiter informiert der Text über einige Städte von Kuschana, die Kanischka unterstanden, über die Genealogie der Könige, die ihm auf dem kuschanischen Thron vorangegangen waren, und über den Bau des Rabatak-Heiligtums sowie die Gottheiten, denen dieses geweiht war und deren Statuen darin aufbewahrt wurden.
Die fast vollständig erhaltene Inschrift weist wegen schadhafter Stellen der Steintafel einige Lücken und nicht sicher lesbare Stellen auf. Übersetzungsvorschlag (nach der englischen Version von Nicholas Sims-Williams (1996)):
«[…] Kanischka, der Kuschane, der rechtmäßige, gerechte, göttliche Selbstherrscher, der ehrwürdige, der das Königtum von Nana und den übrigen Göttern erhalten hat, hat das Jahr Eins zum Gefallen der Götter festgelegt. Und er verordnete ein Gesetz in griechischer Sprache und übersetzte es in das Arianische. Er ließ es im ersten Jahr verkünden bis nach Indien und zur Ehre Kshatriyas in die Städte […] Saketa, Kosambi, Pataliputra und Sri-Campa. Alle Herrscher und Mächtigen und ganz Indien hat er seinem Willen unterworfen. König Kanischka beauftragte Schafar Karalrang, […] den Tempel von B… im Gebiet Ka… für diese Götter zu errichten […], nämlich für Frau Nana, Frau Uma, die schöne Aurmuzd, Sroshard, Narasa und Mithras. ([…] Man nennt ihn auch Maaseno und Bizago.) Und er hat auch angeordnet, Abbilder dieser erwähnten Götter herzustellen, und ebenso für diese Könige: für König Kujula Kadphises, seinen Urgroßvater, und für König Vima Takto, seinen Großvater, und für König Vima Kadphises, seinen Vater, und ebenso für ihn selbst, König Kanischka. Er, als König der Könige, Göttersohn, […] hat es befohlen, und Schafar Kafalrang hat diesen Tempel errichtet, und […] Kafalrang, und Schafar Kafalrang, und Nukunzuk hat den Gottesdienst geleitet, wie der König es befohlen hat.
Die hier aufgeführten Götter mögen den König der Könige, Kanischka den Kuschanen, für alle Zeit gesund, sicher und siegreich erhalten. Und der Göttersohn, der seit dem Jahr Eins bis zum tausendsten Jahr ganz Indien regiert, hat das Heiligtum im ersten Jahr gestiftet, und bis zum […] Jahr, […] gemäß königlichen Befehl […] und es ist gegeben für […], und auch für […], der König hat es den Göttern gewidmet […].»